# Gentiana longicollis
Gentiana longicollis és una espècie de planta fanerògama que pertany a la família de les gencianàcies (Gentianaceae).

## Descripció
Gentiana longicollis és una planta herbàcia perenne amb arrel pivotant de 1.5 a 4 mm de gruix, una mica ramificada. Les tiges són decumbents, de 8 a 20 cm de llargada, glabres, porció terminal erecta.
Les fulles són sèssils a curt peciolades, el·líptiques, de 9 a 15 mm de llarg i 6 a 12 mm d'amplada, lleugerament més grans en la porció mitjana de la tija, l'àpex és obtús a arrodonit, la base és arrodonida a decurrent, el marge és sencer amb una a tres nervadures poc prominents.
Les flors són solitàries, en peduncles de 5 a 15 cm de llarg, amb dos a tres parells de bràctees lanceolades de 7 a 10 mm de llarg, espaiades en 4 a 6 cm. El calze és lleugerament campanulat, glabre, porpra. El tub fa entre 6 a 8 mm de llarg, els lòbuls són erectes, lanceolats a estretament oblongs de 5 a 6 mm de llarg. La corol·la és blava morada, lleugerament infundibuliforme, el tub fa entre 30 a 35 mm de llarg, els lòbuls són ovat–deltoïdals, estesos, de 5 a 6 mm de llarg, apèndixs interlobulars bicuspidats, de 2 a 3 mm de llarg. Inclosos els estams, porció lliure d'11 a 12 mm de llarg, antera1anteres de 3 a 4 mm de llarg. El pistil té un estil curt, l'estigma és bifurcat i curt.
La càpsula és el·líptica de 2 a 4 cm de llarg. Les llavors fan entre 1,5 a 2 mm de llargada i són alades. Coneguda només de la localitat tipus.

## Distribució i hàbitat
Gentiana longicollis creix en aiguamolls en pinedes i alzinars, a una altitud dels 2400 fins als 2 800 m. Floreix d'agost a desembre.
Per la distribució restringida i poca abundància, l'espècie pot ser considerada amb problemes de supervivència.

## Taxonomia
Gentiana longicollis va ser descrita per Guy L. Nesom i publicat a Phytologia 69: 115, a l'any 1990.
Etimologia
Gentiana: Segons Plini el Vell i Dioscòrides Pedaci, el seu nom deriva del de Genci, rei de Il·líria en el segle ii, a qui s'atribuïa el descobriment del valor curatiu de la Gentiana lutea.
longicollis: epítet llatí que significa "de coll llarg".